# Charles Ambt
Georg Christian Charles Ambt, född 24 februari 1847 i Köpenhamn, död där 15 juli 1919, var en dansk ingenjör och ämbetsman.
Ambt antogs 1863 till Polyteknisk læreanstalt i Köpenhamn, varifrån han utexaminerades som ingenjör 1868. Omkring ett år senare inträdde han i Köpenhamns kommuns tjänst, där han – först vid bro- och vägväsendet och från slutet av 1886, som stadsingenjör – verkade, intill 1902, då han utnämndes till generaldirektör för de danska statsbanorna (DSB), en befattning han behöll till 1915. Han förestod anläggningen av nya gator och parker på de gamla köpenhamnska vallarnas plats och ordnade på ett utmärkt sätt stadens kloaknät, varigenom stadens hamn befriades från tillflöde av kloakvatten.
Ambt utarbetade även som tävlingsprojekt, dels ett förslag till en frihamnsanläggning vid Köpenhamn, dels ett förslag till ordnandet av järnvägslinjerna i och vid Köpenhamn, för vilka han, 1889 resp. 1899, blev förstepristagare. Under verksamheten som generaldirektör för DSB blev han mest känd för sin detaljprojektering och utförandet av det slutligen vidtagna ordnandet av Köpenhamns centralbangård, vilket på alla väsentliga punkter överensstämde med det av honom tidigare framlagda förslaget. År 1898 omarbetade han för Århus kommun tillsammans med Hack Kampmann arkitekten Oskar Jørgensens stadsplan för det nyligen inköpta området Marselisborgjorder söder om staden.

## Utmärkelser
- Riddare av Dannebrogorden,  1888[4]
- Dannebrogsmännens hederstecken,  1893[4]
- Kommendör av Dannebrogorden,  1901[4]
- Kommendör av första graden av Dannebrogorden,  1911[4]

[Redigera Wikidata]